# Lake Sebu
Lake Sebu est une localité de la province de Cotabato du Sud, aux Philippines. En 2015, elle compte 87 442 habitants.

## Histoire
Un projet de mine de charbon entraine des pressions exercées sur les populations. Fin 2017, 8 personnes sont tuées 5 autres blessées dans une petite communauté près du lac. D'après René Pamplona, coordinateur du programme Ciel (Convergence of Initiatives for Environmental Justice) : « Tous ces projets miniers ont besoin de beaucoup d’eau et privent les populations de moyens d’irrigation. Pour éteindre les révoltes, l’État met donc des gens pour surveiller. » Nous sommes loin des belles promesses d’une planète « great again. »